# Tangwespen
De tangwespen (Dryinidae) zijn een familie uit de orde van de vliesvleugeligen (Hymenoptera). Bij de familie zijn 1500 soorten ingedeeld.

## Taxonomie
De volgende taxa zijn bij de familie ingedeeld:
- Anteoninae (R.C.L. Perkins, 1912)
  - Anteon Jurine, 1807
  - Deinodryinus R.C.L. Perkins, 1907
  - Lonchodryinus Kieffer, 1905
  - Metanteon Olmi, 1984
  - Prioranteon Olmi 1984
- Aphelopinae (R.C.L. Perkins, 1912)
  - Aphelopus Dalman, 1823
  - Crovettia Olmi, 1984
- Apodryininae Olmi, 1984
  - Apodryinus Olmi, 1984
  - Bocchopsis Olmi 1989
- Bocchinae Richards, 1939
  - Bocchus Ashmead, 1893
  - Mirodryinus Ponomarenko 1972
  - Radiimancus Moczar 1983b
  - Mystrophorus Förster 1856
- Conganteoninae Olmi, 1984
  - Conganteon Benoit, 1951
  - Fiorenteon Olmi, 1984
- Dryininae Kieffer, 1906
  - † Cretodryinus Ponomarenko 1975
  - Dryinus Latreille, 1804
  - Gonadryinus Olmi, 1989
  - † Harpactosphecion Haupt, 1944
  - Megadryinus Richards, 1953
  - Pseudodryinus Olmi 1989
  - Thaumatodryinus R.C.L. Perkins, 1905
- Gonatopodinae Kieffer, 1906
  - Adryinus Olmi, 1984
  - Echthrodelphax R.C.L. Perkins, 1903
  - Epigonatopus R.C.L. Perkins 1905
  - Esagonatopus Olmi, 1984
  - Eucamptonyx R.C.L. Perkins, 1907
  - Gonatopus Ljungh, 1810
  - Gynochelys Brues 1906
  - Haplogonatopus R.C.L. Perkins, 1905
  - Neodryinus R.C.L. Perkins, 1905
  - Pareucamptonyx Olmi, 1989
  - Pentagonatopus Olmi 1984
  - Trichogonatopus Kieffer, 1909
- † Laberitinae Olmi 1989
  - † Laberites Ponomarenko 1988
- Plesiodryininae Olmi 1987
  - Plesiodryinus Olmi 1987
- Transdryininae Olmi 1984
  - Transdryinus Olmi 1984
  - Transgonatopus Olmi 1989

## In Nederland waargenomen soorten
- Genus: Anteon
  - Anteon albidicolle
  - Anteon arcuatum
  - Anteon brachycerum
  - Anteon ephippiger
  - Anteon exiguum
  - Anteon flavicorne
  - Anteon fulviventre
  - Anteon gaullei
  - Anteon infectum
  - Anteon japonicum
  - Anteon jurineanum
  - Anteon pinetellum
  - Anteon pubicorne
  - Anteon reticulatum
  - Anteon scapulare
  - Anteon tripartitum
- Genus: Aphelopus
  - Aphelopus atratus
  - Aphelopus camus
  - Aphelopus melaleucus
  - Aphelopus nigriceps
  - Aphelopus querceus
  - Aphelopus serratus
- Genus: Bocchus
  - Bocchus vernieri
- Genus: Dryinus
  - Dryinus collaris
  - Dryinus niger
- Genus: Echthrodelphax
  - Echthrodelphax italicus - (Gevleugelde miertangwesp)
- Genus: Gonatopus
  - Gonatopus albosignatus
  - Gonatopus bicolor
  - Gonatopus clavipes
  - Gonatopus distinctus
  - Gonatopus distinguendus
  - Gonatopus dromedarius
  - Gonatopus formicarius
  - Gonatopus formicicolus
  - Gonatopus helleni
  - Gonatopus lunatus
  - Gonatopus pallidus
  - Gonatopus pedestris
  - Gonatopus planiceps
  - Gonatopus spectrum
  - Gonatopus striatus
- Genus: Lonchodryinus
  - Lonchodryinus ruficornis
- Genus: Mystrophorus
  - Mystrophorus formicaeformis - (Haltertangwesp)